# Pereiro (Ceará)
Pereiro é um município brasileiro do estado do Ceará. Localiza-se a uma latitude 06º02'30" sul e a uma longitude 38º27'35" oeste, estando a uma altitude de 560 metros. 

## Etimologia
O topônimo Pereiro pode ser uma alusão a:
- Pereira, uma árvore em abundância na região, ou;
- Uma homenagem ao fazendeiro Manuel Pereira, que assentou-se nessas terras por volta no século XVII. Sua denominação original era Santo Cosme e Damião do Pereiro e desde 1890.

## História
As terras da Serra do Camará e as fronteiras com o Rio Grande do Norte eram habitadas por diversas etnias tapuias, entres elas os Paicacu, Icó, Icozinho, Janduí e Quixelô.

## Geografia

### Hidrografia
As principais fontes de água fazem parte da bacia do Médio Jaguaribe, sendo elas os riachos Brum, Figueredo, São Caetano, e Pitombeiras outros tantos. Existem ainda diversos açudes, dentre eles: Adauto Bezerra, do Madeiro, Pedra d'Água e Açude Sítio dos Lopes.

### Relevo e solos
As terras pereirenses fazem parte da Depressão Sertaneja, sendo assim, as principais elevações possuem altitudes entre 200 e 700 metros acima do nível do mar, como a Serra das Porteiras. Os solos da região são podzólicos e bruno não-cálcicos.

### Vegetação
Predominância da caatinga arbustiva aberta, tornando-se mais arbórea e espinhosa nas vertentes. Nas áreas mais elevadas aparece a mata seca, ou floresta subcaducifólia tropical pluvial.

### Clima
Tropical quente semiárido com pluviometria média de 914 mm, concentrados entre fevereiro e maio.
| Dados climatológicos para Pereiro | Dados climatológicos para Pereiro | Dados climatológicos para Pereiro | Dados climatológicos para Pereiro | Dados climatológicos para Pereiro | Dados climatológicos para Pereiro | Dados climatológicos para Pereiro | Dados climatológicos para Pereiro | Dados climatológicos para Pereiro | Dados climatológicos para Pereiro | Dados climatológicos para Pereiro | Dados climatológicos para Pereiro | Dados climatológicos para Pereiro | Dados climatológicos para Pereiro |
| Mês                               | Jan                               | Fev                               | Mar                               | Abr                               | Mai                               | Jun                               | Jul                               | Ago                               | Set                               | Out                               | Nov                               | Dez                               | Ano                               |
| --------------------------------- | --------------------------------- | --------------------------------- | --------------------------------- | --------------------------------- | --------------------------------- | --------------------------------- | --------------------------------- | --------------------------------- | --------------------------------- | --------------------------------- | --------------------------------- | --------------------------------- | --------------------------------- |
| Temperatura máxima média (°C)     | 30                                | 29                                | 28,1                              | 27,6                              | 27,4                              | 27,6                              | 28,3                              | 29,3                              | 30,3                              | 30,9                              | 30,9                              | 30,7                              | 29,2                              |
| Temperatura média (°C)            | 24,9                              | 24,3                              | 23,8                              | 23,5                              | 23,1                              | 22,8                              | 23,1                              | 23,6                              | 24,5                              | 25                                | 25,2                              | 25,3                              | 24,1                              |
| Temperatura mínima média (°C)     | 19,9                              | 19,7                              | 19,6                              | 19,4                              | 18,9                              | 18,1                              | 17,9                              | 18                                | 18,7                              | 19,2                              | 19,6                              | 20                                | 19,1                              |
| Precipitação (mm)                 | 74                                | 129                               | 239                               | 213                               | 126                               | 55                                | 31                                | 7                                 | 7                                 | 5                                 | 6                                 | 22                                | 914                               |
| Fonte: Climate Data.              |                                   |                                   |                                   |                                   |                                   |                                   |                                   |                                   |                                   |                                   |                                   |                                   |                                   |

| Dados climatológicos para Pereiro (Crioulos) | Dados climatológicos para Pereiro (Crioulos) | Dados climatológicos para Pereiro (Crioulos) | Dados climatológicos para Pereiro (Crioulos) | Dados climatológicos para Pereiro (Crioulos) | Dados climatológicos para Pereiro (Crioulos) | Dados climatológicos para Pereiro (Crioulos) | Dados climatológicos para Pereiro (Crioulos) | Dados climatológicos para Pereiro (Crioulos) | Dados climatológicos para Pereiro (Crioulos) | Dados climatológicos para Pereiro (Crioulos) | Dados climatológicos para Pereiro (Crioulos) | Dados climatológicos para Pereiro (Crioulos) | Dados climatológicos para Pereiro (Crioulos) |
| Mês                                          | Jan                                          | Fev                                          | Mar                                          | Abr                                          | Mai                                          | Jun                                          | Jul                                          | Ago                                          | Set                                          | Out                                          | Nov                                          | Dez                                          | Ano                                          |
| -------------------------------------------- | -------------------------------------------- | -------------------------------------------- | -------------------------------------------- | -------------------------------------------- | -------------------------------------------- | -------------------------------------------- | -------------------------------------------- | -------------------------------------------- | -------------------------------------------- | -------------------------------------------- | -------------------------------------------- | -------------------------------------------- | -------------------------------------------- |
| Temperatura máxima média (°C)                | 28,7                                         | 27,7                                         | 26,7                                         | 26,1                                         | 26                                           | 26,1                                         | 26,8                                         | 27,8                                         | 29                                           | 29,5                                         | 29,6                                         | 29,3                                         | 27,8                                         |
| Temperatura média (°C)                       | 23,7                                         | 23                                           | 22,4                                         | 22                                           | 21,8                                         | 21,3                                         | 21,6                                         | 22,2                                         | 23,1                                         | 23,6                                         | 23,9                                         | 23,9                                         | 22,7                                         |
| Temperatura mínima média (°C)                | 18,7                                         | 18,4                                         | 18,2                                         | 18                                           | 17,6                                         | 16,6                                         | 16,4                                         | 16,6                                         | 17,3                                         | 17,8                                         | 18,3                                         | 18,6                                         | 17,7                                         |
| Precipitação (mm)                            | 80                                           | 133                                          | 241                                          | 212                                          | 125                                          | 58                                           | 35                                           | 9                                            | 9                                            | 6                                            | 7                                            | 25                                           | 940                                          |
| Fonte: Climate Data.                         |                                              |                                              |                                              |                                              |                                              |                                              |                                              |                                              |                                              |                                              |                                              |                                              |                                              |

## Subdivisão
O município é dividido em 2 distritos: Pereiro (sede) e Crioulas.

## Aspectos socioeconômicos
A maior concentração populacional encontra-se na zona rural. A sede do município dispõe de abastecimento de água, fornecimento de energia elétrica, serviço telefônico, agência de correios e telégrafos, serviço bancário, hospitais, hotéis e ensino de 1° e 2° graus.
A partir de Fortaleza, o acesso ao município pode ser feito por via terrestre através da rodovia (BR-116) e a rodovia estadual Jaguaribe/Pereiro. As demais vilas, lugarejos, sítios e fazendas são acessíveis (com franco acesso durante todo o ano) através de estradas estaduais, asfaltadas ou carroçáveis.
A economia local é baseada na agricultura de subsistência do algodão arbóreo e herbáceo, milho, feijão, fava, mandioca, cana-de-açúcar, castanha de caju e frutas diversas. Na pecuária também verbas para o município na criação bovina, suína, ovina e avícola. Ainda destaca-se como fonte de renda o extrativismo vegetal: fabricação de carvão vegetal, extração de madeiras diversas para lenha e construção de cercas, além de atividades com oiticica e carnaúba. O artesanato de redes e bordados também gera rendas para as famílias do município.

## Política
Atualmente é administrada pelo prefeito Raimundo Estevam Neto (2017/2020) que governa a Cidade pela 3ª vez. Esteve também como Gestor entre os anos 2005 a 2012.